# Novoegor'evskoe
Novoegor'evskoe (in russo Новоегорьевское?) è un villaggio del settore meridionale della Siberia Occidentale situato nel Territorio dell'Altaj,  in Russia. È il centro amministrativo del distretto Egor'evskij.
La località si trova a sud-ovest della capitale Barnaul.